# Deniz Baykal
Deniz Baykal (født 20 juli 1938, død 11. februar 2023) var en tyrkisk politiker fra det Republikanske Folkeparti(CHP). Han var minister og partiformand for CHP tre gange. Han sad i parlamentet i perioderne 1973 til 1980 og 1987 til 1999 og igen fra 2002. Han var også vicepræsident i Socialistisk Internationale mellem 2003 og 2008.